# Méliphage de Wetar
Lichmera notabilis
Espèce
Statut de conservation UICN

 LC  : Préoccupation mineure
Le Méliphage de Wetar (Lichmera notabilis) est une espèce de passereau de la famille des Meliphagidae.

## Répartition
Il est endémique en Indonésie où il peuple l'île de Wetar dans les Moluques.

## Habitat
Il habite les forêts humides de basse altitude et les zones de broussailles tropicales et subtropicales ainsi que les jardins à la campagne.
Il est menacé par la perte de son habitat.

## Publication originale
- Finsch, 1898 : On seven new species of birds in the Leyden Museum from the islands of Wetter, Kisser, Letti and New Guinea. Notes of the Leyden Museum (Notes from the Rijksmuseum van Natuurlijke Historie), vol. 20, n. 2/3, p. 129-136